# Adolf Wuttke
Karl Friedrich Adolf Wuttke (Breslau, 10 de novembre de 1819 - Halle, 12 d'abril de 1870) fou un teòleg protestant alemany.

## Trajectòria
Començà a estudiar al prestigiós Maria Maddalenen Gymnasium el 1830. Després de graduar-se el 1840 ingressà a la Universitat de Wrocław, on començà els estudis de teologia que després acabà a la Universitat Humboldt de Berlín i a la Universitat de Halle-Wittenberg, on acabà essent professor adjunt.
El seu interès per la política es demostrà en el seu càrrec al partit Altkonservativen i en la seva posició com a membre del Parlament Prus.

## Obres
És conegut pel seu tractat en ètica cristiana, Handbuch der christlichen Sittenlehre, i diverses obres sobre paganisme, Die Geschichte des Heidentums, i superstició, Der deutsche Volksaberglaube der Gegenwart.